# Silnice I/61
Silnice I/61 je silnice první třídy v České republice. Nachází se ve Středočeském kraji v okrese Kladno. Přes město Kladno spojuje dálnice D7 a D6 od Makotřas kolem města Buštěhrad až po Malé Přítočno, její celková délka je 12,833 km. V Kladně vede krátce souběžně se silnicí č. II/118 a zároveň až do Malého Přítočna souběžně se silnicí č. II/101.

## Průběh silnice
Od sjezdu z dálnice D7 (Praha - Chomutov) vede silnice západním směrem na Kladno přes křižovatku na Makotřasy, dále přes křižovatku s odpočívadlem (doprava) na Buštěhrad a (nalevo) na Lidice, přes druhou odbočku na Lidice, dále přes Kruhový objezd západně u Buštěhradu. Přes kruhový objezd k Průmyslové zóně a přes křižovatku na Hřebeč do Kladna do části (Staré) Kročehlavy (ulice Kročehlavská; v roce 2019 uzavírka a oprava mostu přes Dřetovický potok) na světelnou křižovatku pěti silnic u kročehlavského kostela (krátký souběh se silnicí č. II/118). Odtud se láme na jih (ulice Unhošťská, Staré a dále Nové Kročehlavy), vede přes obce Velké Přítočno (kruhový objezd) a Malé Přítočno železniční přejezd (železniční trať č. 120 Praha–Rakovník) na mimoúrovňovou křižovatku s dálnicí D6 (Praha – Karlovy Vary). (Přes dálnici silnice dále pokračuje na Unhošť — silnice č. II/101 "Aglomerační okruh".)

## Nehodovost
Navzdory lokálnímu významu (silnice I/61 tvoří pouze spojku mezi městem Kladno a silnicemi I/6 a I/7, čemuž napovídá i její "dodatečné" očíslování) se jedná o frekventovanou trasu s vysokou nehodovostí. Podle mapy celoevropského bezpečnostního programu EuroRAP je na silnici I/61 evidováno 30 mrtvých nebo těžce zraněných, což ji řadí na třetí místo za silnice I/2 a I/67. Protože I/61 zasahuje přímo do Kladna, je na ní velmi hustý provoz a příčinou většiny nehod je místy nevyhovující stavebně – technický stav vozovky a vysoká rychlost, ke které svádějí táhlé úseky a nepřehledná křižovatka s I/7 u Makotřas.

## Rekonstrukce silnice
Od roku 2018 je v křižovatce u Buštěhradu nový kruhový objezd, byla zrekonstruována část silnice od křižovatky na Kladno a Hřebeč až po Lidice, mezi Buštěhradem a Kladnem jsou nově svodidla, stále je zde rychlostní omezení 70 km/hodinu. Ve druhé polovině roku 2019 proběhly na již zrekonstruované silnici další stavební úpravy, mezi Buštěhradem a odbočkou na Hřebeč přibyl další kruhový objezd (s průběžným jízdním pruhem ve směru z Kladna) v odbočce do ulice U Borovin, pro napojení průmyslové zóny a nového velkoskladu společnosti Lidl. V roce 2019 prošel celkovou rekonstrukcí také most ev. č. 61-001 přes potok a teplovod v Kročehlavské ulici, který byl v havarijním stavu, silnice byla po dobu stavby obousměrně uzavřená.

## Obchvat Kladna
Jihovýchodní obchvat Kladna, resp. části Kročehlavy, by se měl napojovat z mimoúrovňové Křižovatky na dálnici D6 u Malého Přítočna (silnice navazuje na obchvat Unhoště, který je zároveň součástí Aglomeračního okruhu), dále pokračovat mezi obce Velké Přítočno a Dolany, dále mezi lesem V Bažantnici u sídliště v Nových Kročehlavech a obcí Hřebeč, přes dvě východní výpadovky z Kladna (ulice Pražská a Kročehlavská) až na Buštěhrad. V celé plánované trase přeložky silnice č. I/61 je pět křižovatek, všechny jsou navrhované jako kruhové objezdy: z mimoúrovňové křižovatky u D6, přes silnici mezi obcemi Malé Přítočno a Dolany, mezi obcemi Dolany a Hřebeč (s novou silnicí do Velkého Přítočna) a na křižovatkách s výpadovkami z Kladna z ulic Pražská a Kročehlavská. Záměr projektu byl schválen 30. 7. 2015, vydání územního rozhodnutí je dle ŘSD plánováno na rok 2025, stavební povolení a zahájení stavby v roce 2026, uvedení do provozu je plánované na rok 2029. Po výstavbě povede silnice I. třídy č. I/61 kolem Kladna a přes město zůstane v dané trase jen silnice I. třídy č. I/101.

## Obchvat Buštěhradu
V souvislosti s novým propojením dálnic D6 a D7 a vzhledem k nárůstu hustoty dopravy v okolí Buštěhradu, Lidic a Makotřas byly v roce 2020 v jednání tři návrhy ochvatu Buštěhradu směrem od Kladna k D7, z nichž připadá v úvahu především severní (blíže k Poldovce s napojením u Bouchalky) nebo jižní, který počítá pouze s novými kruhovými objezdy u Lidic a Makotřas.

## Modernizace silnice
| Číslo | Název           | Délka  | Kategorie       | Zahájení výstavby | Uvedení do provozu | Křižovatky |
| ----- | --------------- | ------ | --------------- | ----------------- | ------------------ | ---------- |
| S71   | Kladno, obchvat | 5,2 km | 20,75/90 9,5/90 | plánováno 2026    | plánováno 2029     |            |